# Comissions Obreres
Comissions Obreres (CCOO) és una confederació sindical espanyola que agrupa diferents organitzacions territorials (ex. Comissions Obreres de Catalunya, Comissions Obreres d'Euskadi…) i les organitzacions federatives o sectorials (Federació de Serveis a la Ciutadania, Federació d'Indústria...) de les comissions obreres d'Espanya.
És una organització que es va fundar majoritàriament amb militants del Partit Comunista d'Espanya (PCE), (del PSUC i d'altres organitzacions polítiques d'esquerra a Catalunya) amb els de les organitzacions obreres catòliques, com la Hermandad Obrera de Acción Católica (HOAC) i la Joventut Obrera Cristiana (JOC) i amb d'altres sense cap afiliació política. Posteriorment ha evolucionat cap a un sindicalisme de classe independent de qualsevol partit polític. Actualment, Comissions Obreres és el principal sindicat espanyol, amb més d'1.000.000 d'afiliats, seguit per la Unió General de Treballadors (UGT) i la Unió Sindical Obrera (USO).
Segons els seus Estatuts, Comissions Obreres es defineix com un sindicat: reivindicatiu, de classe, unitari, democràtic, independent, participatiu, de masses, d'homes i dones, sociopolític, internacionalista, pluriètnic i multicultural.

## Història
La primera comissió obrera es van establir en 1953 durant la vaga a la drassana Euskalduna de Bilbao i en 1956 a la CAF de
Beasain, tot i que l'any anterior n'havia funcionat una a Biscaia per lluitar contra la repressió de la Vaga minaire d'Astúries de 1962. La Llei de 24 d'abril del 1958 sobre Convenis Col·lectius Sindicals i les negociacions dels convenis d'empresa al llarg de la dècada del 1960 van anar imposant entre els treballadors una cultura reivindicativa que delegava en els vocals dels jurats d'empresa encarregats de la discussió i, com a conseqüència, en la comissió negociadora.
Les comissions obreres per impulsar els convenis col·lectius van ser organitzades durant els anys seixanta a Astúries, Catalunya, Madrid i les províncies basques de Guipúscoa i Biscaia com a moviment al marge del sistema franquista. Van ser impulsades pel Partit Comunista d'Espanya (PCE), el PSUC, moviments cristians obrers (JOC i HOAC), militants del Partit Carlista i diferents col·lectius d'esquerres (del Front Obrer de Catalunya i de l'Organització Comunista Bandera Roja a Catalunya, entre d'altres) inclosos nacionalistes, oposats al règim. La seva tàctica va ser la de l'entrisme, és a dir: infiltrar-se en el Sindicat Vertical franquista, agafant embranzida a partir del moment en què la legislació permet la negociació de convenis col·lectius, i en 2 de setembre de 1964 se va crear la Comissió Obrera Provincial del Metall de Madrid, el primer organisme estable de CCOO, que posteriorment es va estendre a la resta de l'estat,
Des de mitjans de la dècada de 1960 es va convertir en un dels principals moviments d'oposició, des de l'interior de l'estat, al règim franquista. Aquesta va ser una de les raons per les quals va obtenir importants suports i va aconseguir l'elecció de delegats en les fàbriques i mines. El novembre de 1967, mesos després de la primera assemblea general del sindicat, que tingué lloc en juny a Madrid, el Tribunal Suprem el va declarar il·legal.
En 1968, Marcelino Camacho, Julián Ariza i altres dirigents sindicals foren empresonats i processats per la seva pertinença a Comissions Obreres. Les protestes obreres foren respostes per les autoritats franquistes declarant successius estats d'excepció, amb nombroses detencions i tortures a dirigents obrers, destacant la detenció de la Coordinadora Nacional de Comissions Obreres el 24 de juny de 1972 al convent dels Missioners Oblats de Maria Immaculada a Pozuelo de Alarcón i condemnats en el Procés 1.001, que no impedeix la consolidació del sindicat, i en les eleccions sindicals de 1975, va aconseguir la majoria dels delegats sindicals escollits.
La direcció del sindicat fou indultada en 1975 pel nou cap de l'estat Joan Carles I d'Espanya, però l'etiqueta de comunista que penjava sobre Comissions Obreres va impedir la seva legalització al mateix temps que la resta de centrals sindicals. El 1976 va celebrar el seu I Congrés, encara a la clandestinitat, a Barcelona, constituint-se en central sindical. Marcelino Camacho va ser escollit secretari general. L'assassinat dels advocats laboralistes (militants de CCOO i del PCE) del carrer d'Atocha de Madrid (col·laboradors de Comissions) a mans d'un grup terrorista d'extrema dreta, i el massiu seguiment del seu funeral va ser el detonant de la legalització de CCOO i el PCE l'abril de 1977, que el mes d'octubre s'afegien als Pactes de la Moncloa i en 1978 va celebrar el seu primer congrés, en què va ser elegit secretari general l'històric dirigent obrer Marcelino Camacho, també dirigent del PCE i diputat entre 1977 i 1982. En 1978 es van celebrar les primeres eleccions sindicals lliures, en què el què va resultar vencedor amb el 37,8% dels vots, per davant d'UGT, amb el 31%. En 1980, el sector radical d'Unió Sindical Obrera, una gran part de la seva militància, es va integrar en Comissions Obreres, després de rebutjar l'oferiment en 1977.
Comissions va convocar les vagues generals de 1985, 1988, 1992 i 1994 contra la política econòmica i laboral del govern de Felipe González. Especialment massiva i històrica va ser la vaga general del 14 de desembre de 1988, convocada al costat de la UGT, que va obligar a retirar el Pla d'Ocupació Juvenil al govern.
Entre 1987 i 1998 el secretari general del sindicat va ser Antonio Gutiérrez, durant el mandat del qual es va impulsar un allunyament del PCE i el foment de la negociació i el pacte, que va culminar en el VI congrés del sindicat, en 1996, i durament criticat pel què va passar a ser el Sector Crític de Comissions Obreres, que va obtenir a l'entorn d'un 23% de la representació del sindicat, i Alternativa Confederal el 18,1%. El resultat va provocar la renúncia de Camacho a la direcció, i en el congrés de 2004, després d'anys de sentir-se exclosos en la direcció de José María Fidalgo Velilla, Agustín Moreno García va presentar per primer cop en la història una candidatura alternativa a la direcció. En 2002 CCOO i UGT van convocar una vaga general contra el decret del govern de José María Aznar que abaratia l'acomiadament, eliminava subsidis agraris i fomentava la precarietat laboral, conegut com a decretazo. Després de les protestes la mesura va ser retirada gairebé completament.
En 2008 els crítics es van aglutinar entorn d'Ignacio Fernández Toxo, que va derrotar Fidalgo. Durant el seu mandat es va proposar pacificar el sindicat, integrant a l'executiva els sectors de l'organització. No va modificar la unitat d'acció amb UGT i l'aposta oberta pel diàleg social amb la patronal i el Govern, amb la defensa dels drets dels treballadors com manament, i va impulsar la Vaga general espanyola de 2010 i les de març i novembre de 2012. El novembre de 2014 es va inaugurar una exposició commemorativa dels seus 50 anys de vida al Museu d'Història de Catalunya. Sis militants foren expedientats per corrupció en el cas de les targetes black.
En l'onzè congrés, de 2017, va sortir escollit Unai Sordo Calvo com a secretari general, que contava amb el recolzament de Fernández i des de 2009 era secretari general al País Basc. Al cicle d'eleccions sindicals de 2019 va resultar per setena vegada consecutiva el sindicat amb més delegats escollits (97.086, el 35,43%). Sordo fou reelegit secretari general en el dotzè congrés, de 2021, fins al 2025 amb un 93,74% dels suports sense candidatures alternatives.

## Fundació Paco Puerto
Comissions Obreres té una fundació anomenada Fundació Paco Puerto que es dedica a forma a treballadors els diferents àmbits i en diferents matèries la gran majoria dels cursos son subvencionat i són gratuïts per a treballadors i aturats.

## Organització
Comissions Obreres s'organitza a nivell local (unions sindicals a nivell provincial, comarcal o inferior), regional (unions regionals) i nacional, amb federacions territorials, i a nivell de ram de la producció. Les seves federacions de branca són: 
- Federació d'Industria (FI).
- Federació Agroalimentària (FEAGRA).
- Federació de Construcció i Fusta (FECOMA).
- Federació d'Indústries Tèxtil-Pell, Químiques i Afins (FITEQA).
- Federació d'Ensenyament (FE).
- Federació de Serveis a la Ciutadania (FSC).
- Federació de Serveis Administratius i Financers (COMFIA).
- Federació de Comerç, Hostaleria i Turisme (FECOHT).
- Federació de Sanitat.
- Federació d'Estatal Pensionistes i Jubilats (FPJ).
- Federació d'Habitat.

Els seus òrgans de decisió són el Congrés Confederal, el Consell Confederal i la Comissió Executiva Confederal.